# Josip Arnerić
Msgr. Josip Arnerić (Postira, 13. svibnja 1912. − Primošten, 8. kolovoza 1994.), šibenski biskup od 1961. do 1986.

## Životopis
Msgr. Josip Arnerić rodio se u Postirama na otoku Braču 13. svibnja 1912. godine. Osnovnu školu završio je na Braču, a srednju školu i fakultet završio u Šibeniku. Za svećenika je zaređen 1. ožujka 1936., a službe kapelana i župnika vršio je u Tisnom, Solinu, Skradinu i Primoštenu. 
Nakon 25. godina svećeničke službe papa Ivan XXIII. ga je proglasio biskupom 17. srpnja 1961. Za vrijeme Drugog vatikanskog sabora imao je važnu ulogu uvođenja u liturgiju živi jezik, u čemu je uspio tako da je u bazilici sv. Petra pred svim biskupima svijeta 1962. vodio svetu misu na staroslavenskom jeziku. Vrativši se s koncila osniva nove župe u Šubićevcu, Crnici, Ražinama, Grebašticama, Bilicama, Dubravi, Meterizama, Baldekinu i Primošten Stanovima. 
Pomagao je Kongregaciji za kauze svetaca da proglase svetim fra Nikolu Tavelića što se i obistinilo 1975. godine. U mirovinu je otišao 1986. godine i otišao u samostan u Unešiću gdje je izbjegao Domovinski rat. Umro je 8. kolovoza 1994. u Primoštenu.